# サッソライト
サッソライト （Sassolite）もしくは硼酸石（ほうさんせき）はホウ酸塩鉱物のひとつであり、その主組成はホウ酸である。火山の噴気孔や熱水泉、堆積岩の一種である蒸発岩の層状鉱床などに存在する 。軟らかく軽いという鉱物に稀な特徴を持つ。
サッソライトが初めて言及されたのは1800年のことであり、発見地であったイタリア、トスカーナ州のピサ県にあるコムーネ、カステルヌオーヴォ・ディ・ヴァル・ディ・チェーチナのサッソ・ピザーノに由来して「サッソライト」と命名された。サッソをはじめとするトスカーナ州内のラグーンに存在し、日本では北海道の昭和新山などで発見されている。通常は灰色がかった白色をしており透過光で観察すると無色であるが、不純物として硫黄や酸化鉄が含まれると黄色や茶色に着色する。
1827年から1872年までの間、サッソライトはヨーロッパにおける主要なホウ砂原料として資源利用されていたが、アメリカ合衆国で大規模なホウ酸塩鉱物の鉱床が発見されると、アメリカ産の天然ホウ砂などに取って代わられていった。